# Áldja meg az Isten, Dr. Kevorkian
Az Áldja meg az Isten, Dr. Kevorkian (God Bless You, Dr. Kevorkian) Kurt Vonnegut fiktív interjúkat tartalmazó esszékötete.

## Részlet az előszóból
„Első halál közeli élményemet egy elszúrt altatás révén éltem meg egy koszorúérműtét során. Korábban hallottam már embereket, akik különféle tévéműsorokban számoltak be, milyen volt végigmenni a kék alagúton egészen a Gyöngykapuig, sőt azon is túl – legalábbis ők így mondták –, majd újból visszatérni az élők sorába. Ami engem illet, bizonyosan nem vállalkozom egy ilyen kockázatos utazásra, ha korábban nem élek túl magam is egyet, és nem segít Dr. Jack Kevorkian, valamint a legkorszerűbb halálos injekciós berendezéssel felszerelt csapata a texasi Huntsville-ben.”
„Az alábbi riportokat az WNYC nevű rádióállomás számára rögzítették hangszalagra. Remélem, érződik rajtuk az élmény frissessége. A hunstsville-i állami börtön csempével borított kivégzőkamrájában vették fel őket, mindössze öt perccel az után, hogy leoldoztak a tolóhordágyról. A magnó történetesen Texas derék népének tulajdona volt, s rendesen azon személyek utolsó szavainak megörökítésére használták, akik egyirányú, full extrás útra indultak a Paradicsomba.”

## Interjúalanyok a túlvilági utazások során
- Dr. Mary D. Ainsworth, fejlődéspszichológus
- Salvatore Biagini, építőmunkás
- Birnum Birnum, ausztrál bennszülött
- John Brown, abolicionista harcos
- Roberta Gorsuch Burke, Arly A. Burke admirális felesége
- Clarence Darrow, híres amerikai védőügyvéd
- Eugene Victor Debs, a szocialista párt elnökjelöltje
- Harold Epstein, kertépítő
- Vivian Hallinan
- Adolf Hitler
- John Wesley Joyce, rendőr, baseballjátékos, bártulajdonos
- Frances Keane, az újlatin nyelvek szakértője, gyermekkönyv-írónő
- Sir Isaac Newton, fizikus
- Peter Pellegrino, az Amerikai Hőlégballon Szövetség megalapítója
- James Earl Ray, Martin Luther King gyilkosa
- William Shakespeare, író, költő
- Mary Wollstonecraft Shelley, írónő
- Dr. Philip Strax, radiológus, költő
- Carla Faye Tucker, csákányos gyilkos
- Kilgore Trout, tudományos-fantasztikus író
- Isaac Asimov, író

## Kiadások
- God bless you, Dr. Kevorkian, New York, Seven Stories Press, 1999, ISBN 1-58322-020-8

### Magyarul
- Áldja meg az Isten, dr. Kevorkian; ford. Hideg János; Gulliver, Bp., 2001 ISBN 963-9232-16-5